# Ptilophyllum heterophyllum
Ptilophyllum heterophyllum là một loài thực vật có mạch trong họ Hymenophyllaceae. Loài này được (Humb. & Bonpl. ex Willd.) Prantl miêu tả khoa học đầu tiên năm 1875.